# بازی مبتنی بر متن
بازی متنی یا بازی مبتنی بر متن (به انگلیسی: Text-based game) یک بازی الکترونیک می‌باشد که از رابط کاربری متن بنیان استفاده می‌کند، یعنی رابط کاربری از مجموعه‌ای از کاراکترهای قابل کدبندی مانند اسکی به‌جای بیت‌مپ یا گرافیک وکتور استفاده می‌کند.
همه بازی‌های مبتنی بر متن از حداقل دهه ۱۹۶۰، زمانی که تله‌پرینترها به عنوان یک شکل ورودی با بزرگ‌رایانه‌ها تعامل داشتند و خروجی آن روی کاغذ چاپ می‌شد، به خوبی مستند شده‌اند. با این حال، عناوین قابل توجهی در دهه ۱۹۶۰ و ۱۹۷۰ برای آن رایانه‌ها با استفاده از تلگراف طراحی و عناوین بازی بسیار بیشتری در نیمه‌دوم دهه ۱۹۷۰ برای ترمینال‌های ویدئوی ساخته شدند که در آن دوران و دهه ۱۹۸۰ به اوج محبوبیت خود رسیده و تا اواسط دهه ۱۹۹۰ به‌عنوان بازی‌های آنلاین نخستین ادامه یافت.
اگرچه این سبک به‌طور کلی به نفع بازی‌های ویدئویی که از گرافیک غیرمتنی استفاده می‌کنند جایگزین می‌شود، اما بازی‌های مبتنی بر متن همچنان توسط توسعه‌دهندگان مستقل نوشته می‌شوند. آنها اساس تحریک سبک‌های بازی‌های ویدئویی، به‌ویژه بازی‌های ماجراجویی و نقش‌آفرینی بوده‌اند.

## سبک‌ها
اگرچه بازی‌های مبتنی بر متن محدود به سبک خاصی نیستند، چندین سبک قابل توجه با بازی‌های مبتنی بر متن شروع به کار کردند و محبوبیت یافتند.

### ماجراجویی متنی
بازی‌های ماجراجویی متنی (گاهی اوقات به‌صورت مترادفی با عنوان داستان تعاملی شناخته می‌شود) بازی‌های مبتنی بر متن هستند که در آن دنیاها در روایت توصیف می‌شوند و بازیکن، دستورهای معمولی ساده‌ای را برای تعامل با جهان‌ها ارسال می‌کند. Colossal Cave Adventure به‌عنوان نخستین بازی ماجراجویی در نظر گرفته می‌شود و در واقع، نام سبک بازی ماجراجویی از این عنوان گرفته شده‌است.

### ام‌یودی
ام‌یودی (MUD)، واژه‌ای مخفف شده به زبان انگلیسی، به معنای سیاه‌چال چندکاربره (Multi-User Dungeon) با انواع پس از آن، ابعاد چندکاربره (Multi-User Dimension) و دامنه چندکاربره (Multi-User Domain), یک دنیای مجازی چندکاربره بی‌درنگ آنلاین می‌باشد. بیشتر ام‌یودی‌ها به‌طور کامل در متن نمایش داده می‌شوند، اما ام‌یودی‌های گرافیکی نیز ناشناخته نیستند. ام‌یودی‌ها عناصری از بازی‌های نقش‌آفرینی، هک اند اسلش داستان‌های تعاملی و چت آنلاین را ترکیب می‌کنند. بازیکنان می‌توانند تصاویر اتاق‌ها، اشیاء، سایر بازیکنان، شخصیت‌های غیرقابل‌بازی و اقدامات انجام شده در دنیای مجازی را بخوانند یا مشاهده کنند. بازیکنان معمولاً با تایپ کردن دستورهایی که شبیه به یک زبان طبیعی است با یکدیگر و جهان تعامل دارند.

### روگ‌لایک

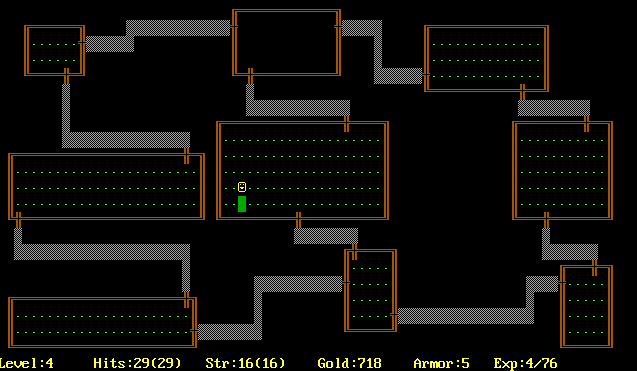
یک سیاهچال رویه‌ای در روگ، یک بازی ویدئویی مبتنی بر متن در سال ۱۹۸۰ که سبک روگ را ایجاد کرد.

روگ‌لایک (Rougelike) یا روگ‌مانند، زیرشاخه‌ای از بازی‌های ویدئویی نقش آفرینی است که با تصادفی سازی برای قابلیت پخش مجدد، مرگ دائمی و حرکت نوبتی مشخص می‌شود. بسیاری از روگ‌لایک‌های نخستین، دارای گرافیک اسکی بودند. بازی‌ها معمولاً دانجن کراول (dungeon crawl) هستند، با هیولاها، آیتم‌ها و ویژگی‌های محیطی زیاد. روگ‌لایک‌های رایانه‌ای معمولاً از اکثر صفحه کلید برای تسهیل تعامل با موارد و محیط استفاده می‌کنند. نام این سبک از بازی روگ در سال ۱۹۸۰ گرفته شده‌است.